# Wierzbie (Łambinowice)
Wierzbie (deutsch Wiersbel, 1936–1945 Weidengut) ist ein Ort der Gmina Łambinowice in der Woiwodschaft Opole in Polen.

## Geographie

### Geographische Lage
Das Straßendorf Wierzbie liegt im südwestlichen Teil Oberschlesiens im Falkenberger Land. Das Dorf Wierzbie liegt rund zwei Kilometer südöstlich vom Gemeindesitz Łambinowice, rund 20 Kilometer nordöstlich der Kreisstadt Nysa (Neisse) und etwa 39 Kilometer südwestlich der Woiwodschaftshauptstadt Oppeln.
Wierzbie liegt in der Nizina Śląska (Schlesische Tiefebene) innerhalb Równina Niemodlińska (Falkenberger Ebene). Durch den Ort verläuft die Woiwodschaftsstraße Droga wojewódzka 406. Östlich des Dorfes liegen weitläufige Waldgebiete, die zum Forst Niemodlin gehören. 

### Nachbarorte
Nachbarorte von Wierzbie sind im Nordwesten der Gemeindesitz Łambinowice (Lamsdorf), im Südosten Włostowa (Floste), im Südwesten Niesiebędowice (Nüßdorf) und im Westen Budzieszowice (Bauschwitz).

## Geschichte

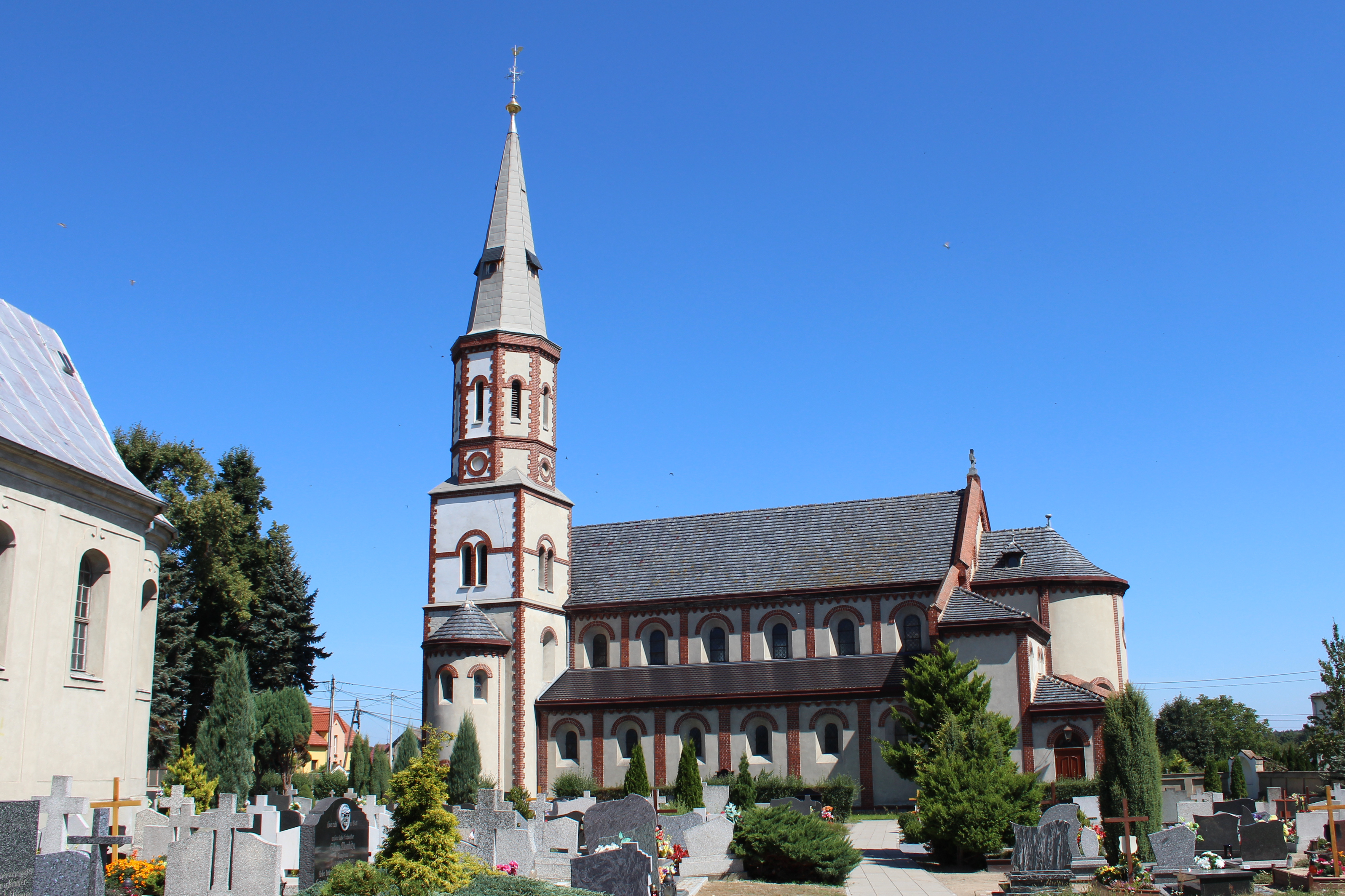
Kreuzerhöhungskirche

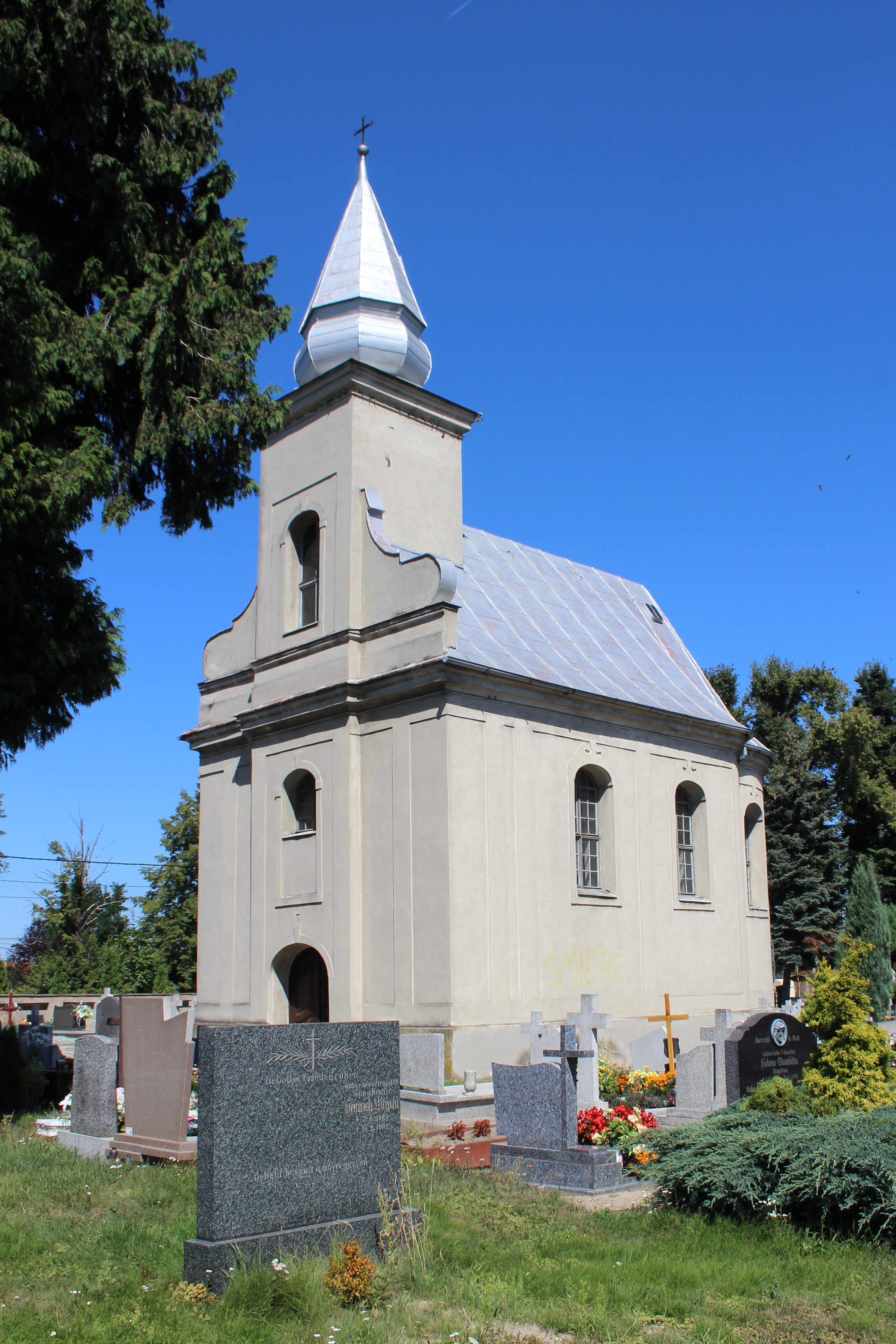
Friedhofskapelle

Das Dorf wurde erstmals 1442 erwähnt. Eine Besiedlung an der gleichen Stelle bestand bereits zur Bronzezeit.
Während des Dreißigjährigen Krieges wurde das Dorf zerstört.
Nach dem Ersten Schlesischen Krieg 1742 fiel Wiersbel mit dem größten Teil Schlesiens an Preußen. 1783 bestanden im Dorf zwei Schulzenhöfe, 23 Bauern-, 28 Gärtner- und fünf Häuslerstellen sowie 375 Einwohner. 1794 wurde im Ort eine Kapelle errichtet.
Nach der Neuorganisation der Provinz Schlesien gehörte die Landgemeinde Wiersbel ab 1818 zum Landkreis Falkenberg O.S. im Regierungsbezirk Oppeln. 1820 wurde in Wiersbel eine katholische Schule eingerichtet. 1845 bestanden im Dorf ein Schloss, ein Vorwerk, eine katholische Kirche, eine katholische Schule, eine Brennerei und 108 Häuser. Im gleichen Jahr lebten in Wiersbel 852 Menschen, davon 21 evangelisch. 1861 zählte Wiersbel 1013 Einwohner. 1865 zählte das Dorf zwei Schulzenhöfe, 23 Bauer-, 28 Gärtner- und 28 Häuslerstelle. Die einklassige Schule zählte im gleichen Jahr 188 Schüler. 1874 wurde der Amtsbezirk Wiersbel gegründet, welcher aus den Landgemeinden Sabine und Wiersbel und den Gutsbezirken Sabine und Wiersbel bestand. 1885 zählte Wiersbel 924 Einwohner.
Zwischen 1905 und 1906 wurde eine katholische Kirche im Ort erbaut. 1921 erhielt Wiersbel eine eigenständige katholische Pfarrei. 1933 hatte Wiersbel 988 Einwohner. Am 28. Juli 1936 wurde der Ortsname in Weidengut geändert. 1939 zählte Weidengut 1008 Einwohner. 1940 wurde nördlich des Dorfes ein Flugplatz errichtet. Bis 1945 befand sich der Ort im Landkreis Falkenberg O.S.
Kurz vor Einmarsch der Roten Armee wurde das Dorf am 16. März 1945 evakuiert. Bereits am folgenden Tag rückte die Rote Armee im Dorf ein. Danach fiel Wiersbel 1945 wie der größte Teil Schlesiens unter polnische Verwaltung. Nachfolgend wurde der Ort in Wierzbie umbenannt und der Woiwodschaft Schlesien angeschlossen. Die zuvor evakuierte Bevölkerung kehrte kurze Zeit später wieder zurück, wurde aber im Juni 1946 vertrieben. 1950 wurde es der Woiwodschaft Oppeln eingegliedert. 1999 kam der Ort zum neu gegründeten Powiat Nyski (Kreis Neisse). 2011 lebten in Wierzbie 565 Menschen.

## Sehenswürdigkeiten
- Die römisch-katholische Kreuzerhöhungskirche (poln. Kościół Podwyższenia Krzyża Świętego) wurde zwischen 1905 und 1906 im neoromanischen Stil erbaut.
- Die heutige Friedhofskapelle wurde 1794 im barocken Stil errichtet.
- Das Schloss Wiersbel wurde 1945 zerstört. Erhalten haben sich die Wirtschaftsgebäude.
- Dorfteich
- Wegekapelle

## Vereine
- Freiwillige Feuerwehr OSP Wierzbie
- Sportverein LKS Wierzbie